# Мятлик
Мя́тлик (лат. Poa, от др.-греч. πόᾱ «трава») — крупный род многолетних, реже однолетних травянистых растений семейства Злаки (Gramineae).
Представители рода произрастают во всех внетропических странах обоих полушарий, а также в горных районах тропиков. Широко распространены в разнообразных наземных биотопах; в степях играют основную роль в формировании фитоценоза.
По своим кормовым качествам все мятлики относятся к группе хороших (реже — средних) кормов, особенно ценных на пастбищах.

## Ботаническое описание

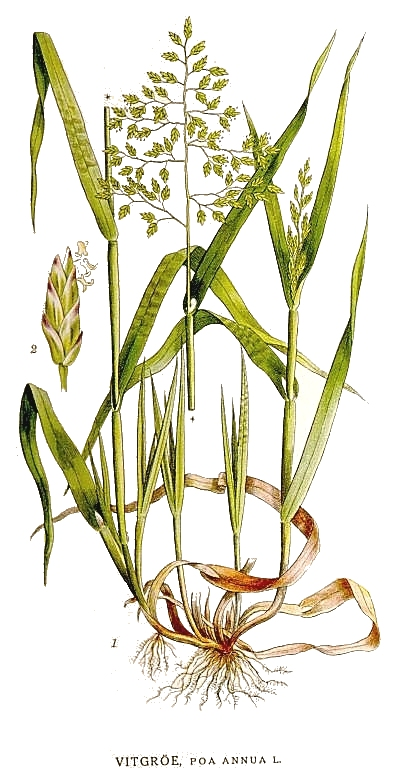
Мятлик однолетний (Poa annua)

Многолетние, очень редко однолетние растения высотой 10—120 (до 140) см, с ползучими подземными побегами или без них, и тогда образующие более менее густые дерновины. Стебли обычно прямостоячие, голые и гладкие, реже шероховатые. Влагалища в различной степени, иногда почти по всей длине, замкнутые, гладкие или шероховатые, редко коротковолосистые.
Язычки перепончатые, длиной 0,2—6 мм, голые или на спинке и по краю с очень короткими волосками. Листовые пластинки линейные, плоские или вдоль сложенные, шириной 1—8 (до 12) мм, обычно голые или с рассеянными волосками.
Соцветие — обычно раскидистые, реже сжатые и густые метёлки, длиной 1,5—25 (до 30) см, с б. м. шероховатыми или гладкими веточками. Колоски длиной 2,5—9 (до 10) мм, с 3—6, реже 2 или 8 обоеполыми цветками, но верхний из них — часто недоразвитый. Ось колоска гладкая, шероховатая или коротковолосистая, с сочленением под каждым цветком. Колосковые чешуи кожисто-перепончатые, редко почти целиком перепончатые, от яйцевидных до ланцетных, острые или туповатые, килеватые, нижние обычно не более чем в 3 раза короче колоска, с 1—3 жилками, верхние — обычно в 1,5—2 раза короче колоска, с 3—5 жилками. Нижние цветковые чешуи кожисто-перепончатые, от яйцевидных до ланцетно-яйцевидных, длиной 2—6 (до 7) мм, с 3—5, реже 7, жилками, килеватые, голые или в нижней половине обильно волосистые, на верхушке тупые или островатые, реже острые, но всегда без острия или ости; верхние цветковые чешуи по килям обычно с шипиками, нередко переходящими в короткие волоски, редко только с волосками. Каллус нижних цветковых чешуй короткий, туповатый, голый или на спинке с вполне обособленным пучком длинных извилистых волосков, очень редко (у мятлика выдающегося (Poa eminens)) почти равномерно покрытый извилистыми, но более короткими, волосками. Цветковые плёнки в числе двух, тупые или несколько зазубренные, обычно с боковой лопастью или зубцом. Тычинки в числе трёх, с пыльником длиной 0,3—2,7 (до 3) мм.
Зерновка длиной 1,3—3 мм, эллипсоидальная или продолговатая, но на брюшной стороне обычно более менее уплощённая, почти трёхгранная, отпадающая вместе с цветочными чешуями.
Хромосомы крупные, n = 7.
Растёт на суходольных, низинных, пойменных и горных лугах и на осушенных торфяниках. Не выносит засоления, засухоустойчив и зимостоек. Используется для создания культурных пастбищ и газонов. В смешанных посевах на пастбищах хорошо поедается всеми видами скота.

## Значение и применение
Многие виды этого рода имеют большое хозяйственное значение, являясь сенокосными или пастбищными кормовыми растениями. Особенно ценным сенокосным кормовым растением является Мятлик луговой (Poa pratensis), в настоящее время уже введённый в культуру.
Хорошими сенокосными кормовыми растениями являются и широко распространенные луговые виды Мятлик болотный (Poa palustris) и Мятлик обыкновенный (Poa trivialis). В более южных засушливых районах большое кормовое значение имеет эфемероид Мятлик луковичный (Poa bulbosa) с близкими видами. На степных пастбищах Казахстана и Южной Сибири большое значение имеют Мятлик разноцветный (Poa versicolor) и Мятлик оттянутый (Poa attenuata), на высокогорных пастбищах — Мятлик альпийский (Poa alpina), Мятлик длиннолистный (Poa longifolia), Мятлик сизый (Poa glauca) и многие другие виды рода.
Широко распространенный Мятлик однолетний (Poa annua), как и близкие к нему виды, является хорошим пастбищным кормовым растением и пригоден для устройства газонов, однако наряду с этим он принадлежит к числу трудноискоренимых сорняков полей и плантаций различных культур, а также садов и парков.
Мятлик сплюснутый (Poa compressa) пригоден для закрепления различного рода насыпей и отвалов шахт.
Мятлики являются одной из основных причин сезонных респираторных проявлений аллергии.

## Виды
Род включает более 530 видов, некоторые из них:
- Poa abbreviata R.Br. — Мятлик укороченный
- Poa acuminata Ovcz. — Мятлик заострённый
- Poa albertii Regel — Мятлик Альберта
- Poa alpina L. — Мятлик альпийский
- Poa altaica Trin. — Мятлик алтайский
- Poa argunensis Roshev. — Мятлик аргунский
- Poa angustiglumis Roshev. — Мятлик узкочешуйный
- Poa annua L. — Мятлик однолетний
- Poa arctica R.Br. — Мятлик арктический
- Poa attenuata Trin. — Мятлик оттянутый, или Мятлик оттянуточешуйный
- Poa bactriana Roshev. — Мятлик бактрийский
- Poa bakuensis Litw. — Мятлик бакинский
- Poa bedeliensis Litw. — Мятлик бедельский
- Poa bracteosa Kom. — Мятлик прицветниковый
- Poa bucharica Roshev. — Мятлик бухарский
- Poa bulbosa L. — Мятлик луковичный
- Poa calliopsis Litw. — Мятлик красивый
- Poa caucasica Trin. — Мятлик кавказский
- Poa chaixii Vill. — Мятлик Шэ
- Poa compressa L. — Мятлик сплюснутый
- Poa dahurica Trin. — Мятлик даурский
- Poa densa Troitsky — Мятлик густой
- Poa densissima Roshev. — Мятлик густейший
- Poa disjecta Ovcz. — Мятлик разбросанный
- Poa dschungarica Roshev. — Мятлик джунгарский
- Poa dshilgensis Roshev. — Мятлик джилгинский
- Poa eminens J.Presl — Мятлик выдающийся, или Мятлик восходящий
- Poa fedtschenkoi Roshev. — Мятлик Федченко
- Poa flabellata (Lam.) Raspail — Мятлик вееровидный
- Poa ganeschini Roihev. — Мятлик Ганешина
- Poa glabriflora Roshev. — Мятлик гладкоцветковый
- Poa glauca Vahl — Мятлик сизый
- Poa glauciculmis Ovcz. — Мятлик сизостебельный
- Poa gorbunovii Ovcz. — Мятлик Горбунова
- Poa hissarica Roshev. — Мятлик гиссарский
- Poa hybrida Gaudin — Мятлик гибридный
- Poa iberica Fisch. & C.A.Mey. — Мятлик грузинский
- Poa insignis Litw. — Мятлик заметный
- Poa ircutica Roshev. — Мятлик иркутский
- Poa karateginensis Roshev. — Мятлик каратегинский
- Poa komarovi Roshev. — Мятлик Комарова
- Poa lanatiflora Roshev. — Мятлик шерстистоцветковый
- Poa laudanensis Roshev. — Мятлик лауданский
- Poa lipskyi Roshev. — Мятлик Липского
- Poa litwinowiana Ovcz. — Мятлик Литвинова
- Poa longifolia Trin. — Мятлик длиннолистный
- Poa macrocalyx Trautv. & C.A.Mey. — Мятлик крупночашечный
- Poa malacantha Kom. — Мятлик мягкоцветковый
- Poa mariae Reverd. — Мятлик Марии
- Poa masenderana Freyn & Sint. — Мятлик мазендеранский
- Poa maydellii Roshev. — Мятлик Майделя
- Poa media Schur — Мятлик средний
- Poa meyeri Trin. — Мятлик Мейера
- Poa naltchikensis Roshev. — Мятлик нальчикский
- Poa nemoralis L. — Мятлик боровой
- Poa nivicola Kom. — Мятлик снежный
- Poa palustris L. — Мятлик болотный
- Poa pamirica (Litw.) Roshev. — Мятлик памирский
- Poa penicillata Kom. — Мятлик клеточный
- Poa petraea Trin. — Мятлик скальный
- Poa petschorica Roshev. — Мятлик печорский
- Poa pinegensis Roshev. — Мятлик пинежский
- Poa platyantha Kom. — Мятлик плоскоцветковый
- Poa pratensis L. typus[1] — Мятлик луговой
- Poa pruinosa KorotKi — Мятлик инееватый
- Poa pseudoabbreviata Rosh. — Мятлик ложноукороченный
- Poa radula Fr. & Sav. — Мятлик шероховатый
- Poa remota Forselles — Мятлик расставленный
- Poa reverdattoi Roshev. — Мятлик Ревердатто
- Poa rhomboidea Roshev. — Мятлик ромбический
- Poa sabulosa Turcz. — Мятлик песчаный
- Poa sajanensis Roshev. — Мятлик саянский
- Poa sibirica Roshev. — Мятлик сибирский
- Poa silvicola Guss. — Мятлик лесной
- Poa sinaica Steud. — Мятлик синайский
- Poa smirnowii Roshev. — Мятлик Смирнова
- Poa soczawai Roshev. — Мятлик Сочавы
- Poa sterilis M.Bieb. — Мятлик бесплодный
- Poa subfastigiata Trin. — Мятлик широкометельчатый
- Poa supina Schrad. — Мятлик раскинутый, или Мятлик приземистый, или Мятлик лежачий
- Poa taimyrensis Roshev. — Мятлик таймырский
- Poa tanfiljewi Roshev. — Мятлик Танфильева
- Poa tibetica Munro — Мятлик тибетский
- Poa tolmatchewii Rosh. — Мятлик Толмачева
- Poa transbaicalica Roshev. — Мятлик забайкальский
- Poa trautvetteri Tzvel. — Мятлик Траутветтера
- Poa tremuloides Litw. — Мятлик дрожащий
- Poa tristis Trin. ex Bge. — Мятлик траурный
- Poa trivialiformis Kom. — Мятлик подобный
- Poa trivialis L. — Мятлик обыкновенный
- Poa turfosa Litw. — Мятлик торфяной
- Poa udensis Trautv. & C.A.Mey. — Мятлик удской
- Poa urjanchaica Roshev. — Мятлик урянхайский
- Poa ussuriensis Roshev. — Мятлик уссурийский
- Poa versicolor Besser — Мятлик разноцветный
- Poa woronowii Roshev. — Мятлик Воронова
- Poa zaprjagajevi Ovcz. — Мятлик Запрягаева

## Синонимы
В синонимику рода входят следующие названия:
- Anthochloa Nees & Meyen (1835)
- Aphanelytrum Hack. (1902)
- Austrofestuca (Tzvelev) E.B.Alexeev (1976)
- Dasypoa Pilg. (1898)
- Dupontiopsis Soreng, L.J.Gillespie & Koba (2015)
- Libyella Pamp. (1925)
- Nicoraepoa Soreng & L.J.Gillespie (2007)
- Ochlopoa (Asch. & Graebn.) H.Scholz (2003)
- Paneion Lunell (1915), nom. superfl.
- Panicularia Heist. ex Fabr. (1759), nom. superfl.
- Parodiochloa C.E.Hubb. (1981)
- Poagris Raf. (1837), nom. superfl.
- Tovarochloa T.D.Macfarl. & But (1982)
- Tzvelevia E.B.Alexeev (1985)